# Kuckuckszwergkauz
Der Kuckuckszwergkauz (Glaucidium cuculoides, Syn.: Taenioglaux cuculoides), auch Kuckucks-Sperlingskauz, Kuckuckstrillerkauz oder auch Bänderkauz genannt, ist eine Vogelart aus der Familie der Eigentlichen Eulen (Strigidae).
Er kommt in Südostasien und auf dem Indischen Subkontinent, in Bangladesch, Bhutan, China, Indien, Indochina, Myanmar, Pakistan, Thailand und Vietnam vor.
Das Verbreitungsgebiet umfasst Waldgebiete gemäßigter Zonen aus Kiefern und Eichen, subtropische immergrüne Dschungel, buschbestandene Lebensräume, aber auch Parks und Gärten bis 2100 m.

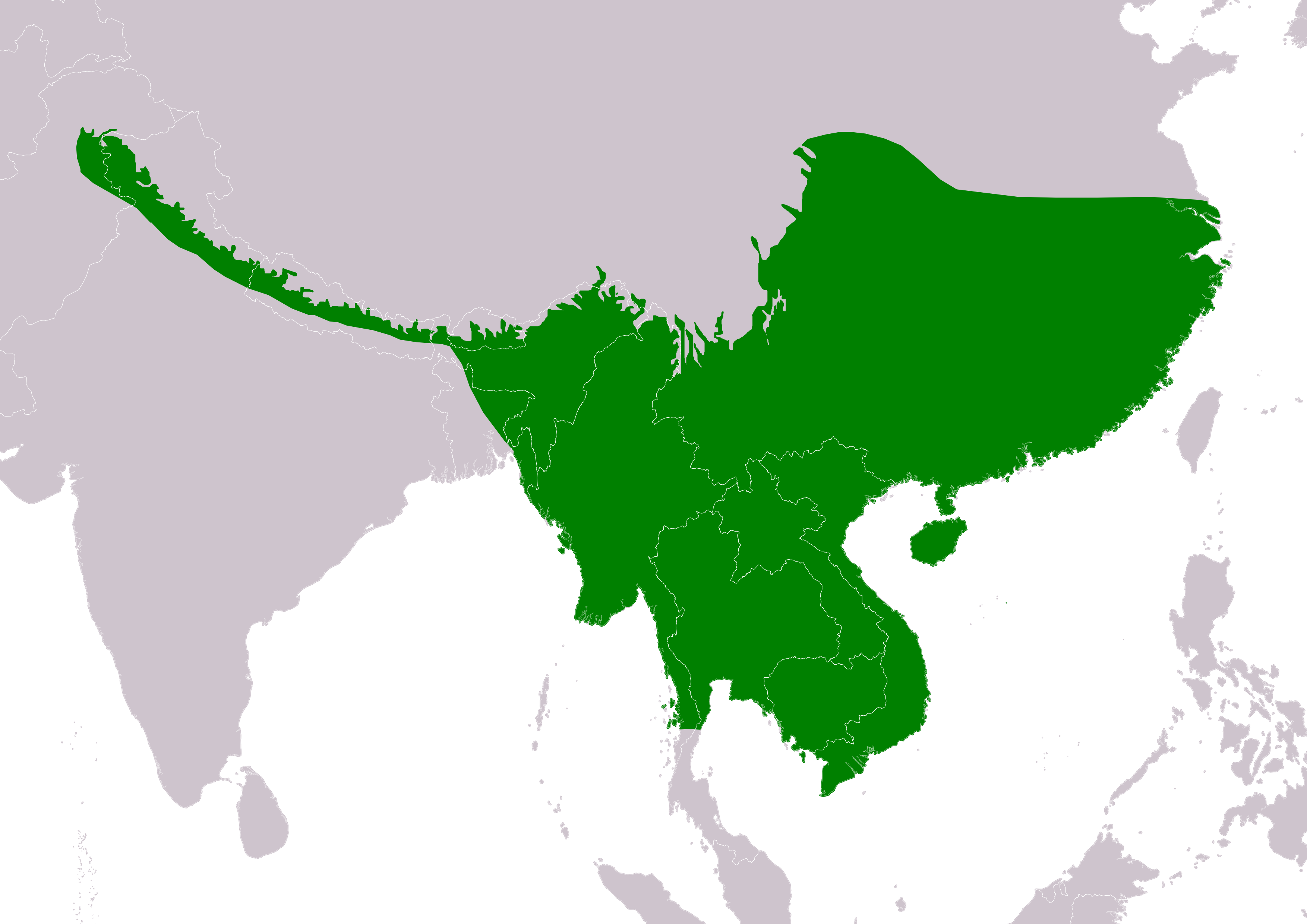
Verbreitung des Kuckuckszwergkauzes:
Ganzjähriges Vorkommen

## Beschreibung
Der Kuckuckszwergkauz erreicht eine Größe von 22 bis 25 cm, das Männchen wiegt 150–176, das Weibchen etwa 240 g, die Flügelspannweite beträgt 40 bis 45 cm.
Die Oberseite ist dunkel rotbraun, der Kopf graubraun, die Unterseite etwas heller gefiedert. Auffallend sind die zahlreichen hellen bis fast weißen Querbänderungen. Der Bauch ist längs gestrichelt. Der kleine flache Kopf mit deutlichen „Augenbrauen“ und hellem Augenring hat ein deutliches Occipitalgesicht, die Iris ist leuchtend gelb. Die Krallen der vier Zehen einschließlich der Wendezehe sind schwarz und glatt.
Der Kauz ähnelt dem Dschungelzwergkauz, ist aber größer, hat gelbbraune statt rotbraune Querbänderungen und gestreifte Flanken.

## Stimme
Der Ruf des Männchens wird als 7 bis 14 Sekunden lang anhaltendes (kuckucksartiges) Trillern „kwuhk-kuhk-ke-kwuhk-kwuhk-kekekwuhr-kwuhr-kwuhrr-kwurrekkwurrekwuhr“ oder als einfaches „Hup“ beschrieben.

## Geografische Variation
Es werden folgende Unterarten anerkannt:
- G. c. cuculoides (Vigors, 1831), Nominatform – Himalayaausläufer  vom Nordosten Pakistans und Kaschmir bis ins westliche Sikkim
- G. c. austerum Ripley, 1948 – Osten Sikkims bis Bhutan, Nordosten Assams und Nordwesten Myanmars
- G. c. rufescens E. C. S. Baker, 1926 – Nordostindien, Bangladesch, Norden Myanmars, China (Yunnan).
- G. c. whiteleyi (Blyth, 1867) – Südosten Chinas (südlich des Jangtsekiang) und Nordosten Vietnams
- G. c. persimile E. J. O. Hartert, 1910 – Hainan
- G. c. bruegeli (Parrot, 1908) – Süden Myanmars und Thailands
- G. c. delacouri Ripley, 1948 – Norden Indochinas (Laos, Vietnam)
- G. c. deignani Ripley, 1948 – Südosten Thailands und Süden Indochinas

## Lebensweise
Die Nahrung besteht aus Spechten, Reptilien, Amphibien, Insekten. Um eine Spechthöhle zu besetzen, erlegt der Kauz den Specht.
Der Kuckuckszwergkauz ist dämmerungs- und tagaktiv, oft auf einem exponierten Ansitz zu finden. Der wellenförmige Flug erinnert an einen Specht. Gerne wird der Schwanz steil aufgerichtet (gestelzt).
Die Brutzeit liegt zwischen April und Juni in Nepal, ansonsten zwischen April und Mai. Das Weibchen legt 4–6 Eier und brütet erst nach Legen des letzten Eis, die Küken schüpfen nahezu gleichzeitig. Das Männchen versorgt das brütende Weibchen.

## Gefährdungssituation
Die Kuckuckszwergkauz gilt als nicht gefährdet (least concern).